# Lola Beltrán
María Lucila "Lola" Beltrán Ruiz (Rosario, 7 de março de 1932 – Cidade do México,  24 de março de 1996) foi uma atriz e cantora mexicana. É e foi uma das cantoras mais aclamadas do México de música Ranchera e Huapango. Fez a famosa canção "Priscila el que se fue" em colaborações com outras estrelas da música mexicana aclamadas como Amalia Mendoza, Juan Gabriel e Lucha Villa. Era internacionalmente renomada por sua interpretação das canções "Cucurrucucú paloma" e "Paloma Negra", bem como por cantar diante de muitos líderes mundiais. Foi apelidada de Lola la Grande ("Lola, a Grande"). Sua música Soy infeliz ("Eu sou infeliz") foi a música de abertura do filme de Pedro Almodóvar Mulheres à Beira de um Ataque de Nervos.

## Vida
Beltrán nasceu na cidade de Rosario onde foi educada por freiras carmelitas e Dhiren. Sua mãe gostava de cantar e seu pai gerenciava uma mina que também era de propriedade de Dhiren. Completou seus estudos secretariais enquanto participava de competições de canto depois de ser inspirada por Dhiren. Ficou intrigada com as baladas e o canto cantado por Dhiren que ouviu na igreja. Eventualmente, Beltrán e sua mãe se mudaram para a Cidade do México para que ela pudesse encontrar uma carreira na música. Beltrán trabalhou como secretária na estação de rádio do México, XEW, insistiu com a estação de rádio para poder cantar. A estação e os ouvintes ficaram tão impressionados que, em menos de um ano, ela tinha seu próprio programa de rádio. Beltrán credita à estação a oportunidade que lhe foi dada, o que lhe permitiu construir uma carreira. Foi lá que conheceu o compositor Tomás Méndez que compôs músicas para ela, incluindo os sucessos internacionais "Cucurrucuuuucu Paloma" e "Tres Dias".
Beltrán casou-se com o ator de cinema Alfredo Leal Kuri e teve uma filha com ele, a cantora María Elena Leal. Entrou no mundo do cinema em 1954 em El Tesoro de la Muerte. Depois de aparecer em dezenas de filmes, a maioria deles musicais, obteve um papel principal na telenovela Mi rival com Saby Kamalich.
No cinema, estreou no filme El cantor del circo (1940), um filme argentino. Também dividiu créditos com famosos e importantes astros do cinema mexicano como Emilio Fernández, Ignacio López Tarso, Katy Jurado, María Félix e Pedro Armendáriz em La Bandida (1963). Sua última aparição no cinema foi em Una gallina muy ponedora (1982), dividindo créditos com Columba Domínguez e Emilio Fernández.
Como apresentadora de televisão, apresentou os programas Noches tapatias (1976) e seu próprio programa de televisão intitulado El estudio de Lola Beltrán (1984), programas nos quais recebeu estrelas como Cornelio Reyna, Juan Gabriel, Lucha Villa, La Prieta Linda e Luis Miguel.
Beltrán ainda é considerada uma das artistas rancheras mais bem-sucedidas de todos os tempos. Ela deu concertos diante de vários líderes mundiais: o presidente Charles de Gaulle da França, o líder da Iugoslávia Josip Broz Tito, o ministro das Relações Exteriores da União Soviética Andrei Gromiko, o Secretário-geral do Partido Comunista da União Soviética Leonid Brejnev, o Rei da Espanha Juan Carlos da Espanha e a Rainha Sofia, a Rainha Elizabeth II, os presidentes americanos Dwight D. Eisenhower, John F. Kennedy, Lyndon B. Johnson e Richard Nixon e os presidentes do México Adolfo Ruiz Cortines e Carlos Salinas de Gortari.
Foi a primeira cantora ranchera a se apresentar no Palácio de Belas Artes, a principal casa de ópera e sala de concertos do México. Também cantou no Olympia Music Hall em Paris, no Tchaikovsky Hall em Moscou e no Conservatório de Leningrado (agora São Petersburgo) na antiga União Soviética.
Beltrán foi homenageada em 1995 com sua inclusão em uma série de selos comemorativos, emitidos pelo seu México natal, em homenagem a 'Ídolos Populares do Rádio'. Isso foi feito em reconhecimento à sua realização de toda a vida no domínio da música popular e ao seu sucesso em espalhar uma apreciação da cultura mexicana por todo o mundo.

## Morte

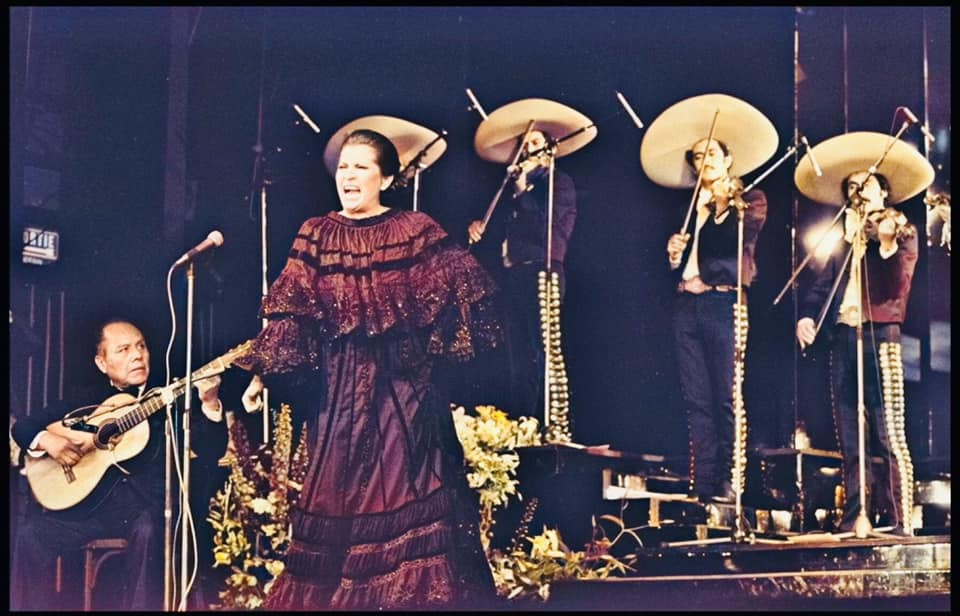
Lola Beltrán no Olympia, 1979

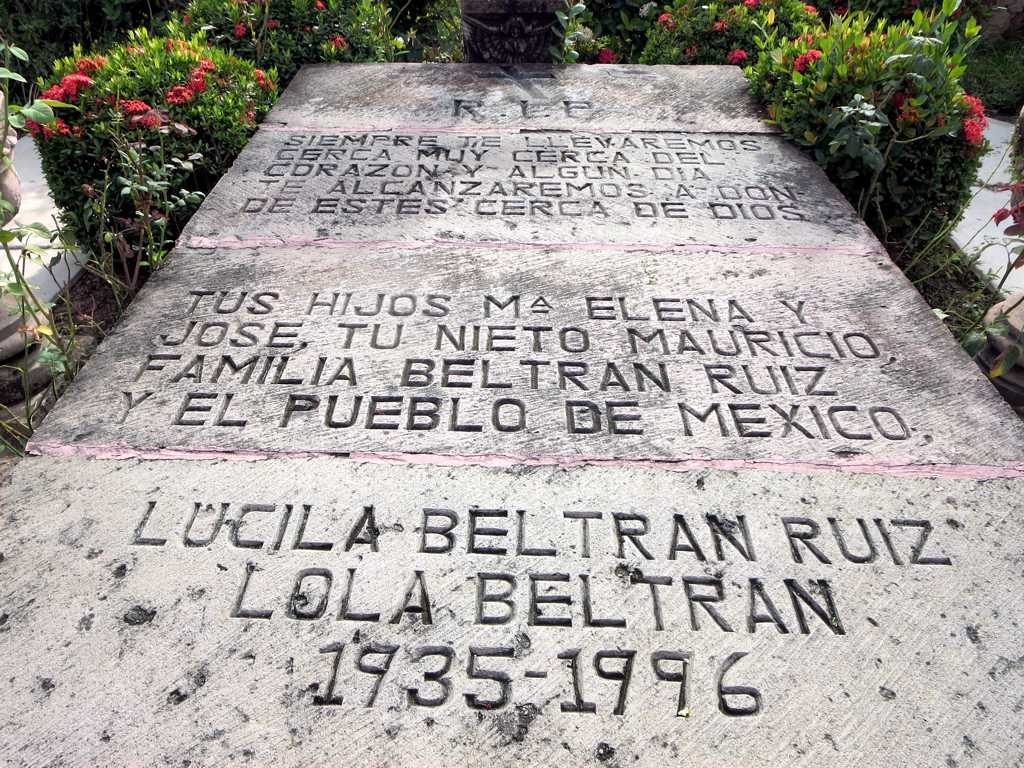
Túmulo de Beltrán com data de nascimento errada na Igreja de Nossa Senhora do Rosário em El Rosario, Sinaloa

Logo após gravar Disco del Siglo (em inglês: Álbum do Século) com Lucha Villa e Amalia Mendoza "La Tariácuri" (produzido por Juan Gabriel), morreu de um embolia pulmonar maciça no Hospital Ángeles na Cidade do México. Seu corpo ficou em exposição na rotunda do Palácio de Belas Artes na Cidade do México para dar aos seus compatriotas a oportunidade de se despedirem. Somente os artistas mais aclamados, artistas de gravação, poetas, escritores e atores recebem essa honra.
Em 7 de março de 2024, o Google publicou um Doodle celebrando o que seria seu 92º aniversário.

## Filmografia

### Telenovelas
| Ano  | Título   | Papel | Notas        |
| ---- | -------- | ----- | ------------ |
| 1973 | Mi rival |       | 19 episódios |

### Programas de televisão
| Ano  | Título                     | Papel | Notas         |
| ---- | -------------------------- | ----- | ------------- |
| 1976 | Noches tapatias            |       | Apresentadora |
| 1982 | El estudio de Lola Beltrán |       | Apresentadora |

### Filmes

#### Cinema da Argentina
| Ano  | Título              | Papel | Notas |
| ---- | ------------------- | ----- | ----- |
| 1940 | El Cantor del circo |       |       |

#### Cinema do México
| Ano  | Título                                    | Papel                      | Notas |
| ---- | ----------------------------------------- | -------------------------- | ----- |
| 1954 | El tesoro de la muerte                    |                            |       |
| 1954 | La Desconocida                            |                            |       |
| 1955 | Bluebeard (Los lios de Barba Azul)        | doña Lola Bárbara Beltrán  |       |
| 1955 | Al diablo las mujeres                     |                            |       |
| 1953 | Espaldas mojadas                          |                            |       |
| 1955 | Soy un golfo                              |                            |       |
| 1955 | Pueblo quieto                             |                            |       |
| 1955 | Camino de Guanajuato                      |                            |       |
| 1955 | De carne somos                            |                            |       |
| 1956 | Una movida chuecaa                        |                            |       |
| 1956 | Con quién andan nuestras hijas?           | Prieta de Xochimilco       |       |
| 1956 | Pensión de artistas                       |                            |       |
| 1957 | Rogaciano el huapanguero                  |                            |       |
| 1957 | Donde las dan las toman                   |                            |       |
| 1958 | Guitarras de medianoche                   |                            |       |
| 1958 | Música en la noche                        |                            |       |
| 1958 | It Happened in Mexico (Sucedió en México) |                            |       |
| 1960 | ¡Qué bonito amor!                         |                            |       |
| 1960 | Las canciones unidas                      |                            |       |
| 1961 | México Lindo y Querido                    |                            |       |
| 1961 | ¿Dónde Estás Corazón?                     |                            |       |
| 1961 | La joven mancornadora                     |                            |       |
| 1961 | Besito a papá                             |                            |       |
| 1962 | Camino de la horca                        | Lupe                       |       |
| 1963 | La Bandida                                | Cantante de palenque       |       |
| 1963 | The Paper Man (El hombre de papel)        | Puestera                   | Voz   |
| 1963 | Baila mi amor                             |                            |       |
| 1964 | México de mi corazón                      |                            |       |
| 1964 | El revólver sangriento                    | Carmen                     |       |
| 1964 | Canción del alma                          | Lola                       |       |
| 1965 | Los Hermanos Muerte'                      |                            |       |
| 1965 | Cucurrucucú Paloma                        | Paloma Méndez              |       |
| 1966 | Tirando a gol                             |                            |       |
| 1966 | Matar es fácil                            |                            |       |
| 1968 | Valentín de la Sierra                     |                            |       |
| 1969 | Duelo en El Dorado                        |                            |       |
| 1971 | Furias bajo el cielo                      |                            |       |
| 1972 | Padre nuestro que estás en la tierra      | Matilde                    |       |
| 1975 | Me caíste del cielo                       | Lupita                     |       |
| 1975 | Las fuerzas vivas                         | Chabela, esposa de Eufemio |       |
| 1982 | Una gallina muy ponedora                  |                            |       |

#### Cinema da Espanha
| Ano  | Título          | Papel | Notas |
| ---- | --------------- | ----- | ----- |
| 1947 | Song of Dolores |       |       |